# Haemodracon trachyrhinus
Haemodracon trachyrhinus es una especie de gecos de la familia Phyllodactylidae.

## Distribución geográfica yhábitat
Es endémica de Socotra (Yemen). Su rango altitudinal oscila entre 1 y 1000 m s. n. m..